# Ђироламо Фабрицио
Херонимус Фабрицијус или Ђироламо Фабрицио, такође познат под његовим пуним латинским и италијанским именима, Fabricius ab Aquapendente и Girolamo Fabrizi d'Acquapendente био је пионир анатомије хирург, познат у медицинским круговима и колегама као Отац ембриологије. Такође се бавио и анатомијом.
Рођен је у Аквапендентеу, регион Лација.
Студирао на универзитету у Падови, катедра хирургије и анатомије, где је 1559. године добио звање доктора медицине, под менторством чувеног хирурга Габријела Фалопиа. Имао је и приватног учитеља анатомије, да би 1565. године наследио свог ментора и постао професор хирургије и анатомије на универзитету у Падови.
Први је дао јасан опис полумесечастих залистака у венама у свом делу О венским ушћима (De venarum ostiolis, 1603) и тиме свом ученику Вилијаму Харвију дао битне аргументе за доказ о кружном протоку крви.
У свом делу О грађи фетуса (De formato foetu, 1600), насталом на темељу проучавања феталног развоја како многих животиња, тако и човековог детаљно је описао постељицу и утемељио компаративну ембриологију.
Након скоро 50 година које је провео на универзитету у Падови пензионише се 1613. године, али наставља своја истраживања и објављивање радова све до своје смрти 1619. године.
Поред осталих, најзначајнији допринос је дао на пољу [[Ембриологија|ембриологије], где су његова истраживања била темељ другим лекарима у будућности чиме је заслужено добио звање Оца ембриологије.

## Објављене књиге
- Pentateuchos chirurgicum (1592).
- De Visione, Voce, Auditu. Venedig, Belzetta. 1600.
- De formato foetu. 1600.
- De Venarum Ostiolis. 1603
- De brutorum loquela (1603)
- De locutione et ejus instrumentis tractatus. 1603.
- Tractatus anatomicus triplex quorum primus de oculo, visus organo. Secundus de aure, auditus organo. Tertius de laringe, vociis organo admirandam tradit historiam, actiones, utilitates magno labore ac studio (1613).
- De musculi artificio: de ossium articulationibus (1614).
- De respiratione et eius instrumentis, libri duo (1615).
- De tumoribus (1615)
- De gula, ventriculo, intestinis tractatus (1618).
- De motu locali animalium secundum totum, nempe de gressu in genere (1618).
- De totius animalis integumentis (1618)
- De formatione Ovi et Pulli (posthum. publication 1621, but written before De formato foetu)
- Opera chirurgica. Quorum pars prior pentatheucum chirurgicum, posterior operationes chirurgicas continet ... Accesserunt Instrumentorum, quae partim autori, partim alii recens invenere, accurata delineatio. Item, De abusu cucurbitularum in febribus putridis dissertatio, e Musaeo ejusdem (posthum 1623).
- Tractatus De respiratione & eius instrumentis. Ventriculo intestinis, & gula. Motu locali animalium, secundum totum. Musculi artificio, & ossium dearticulationibus (posthum 1625).